# Kota Aoki
Kota Aoki (青木 孝太 Aoki Kota?), född 27 april 1987, är en japansk fotbollsspelare.
I juli 2007 blev han uttagen i Japans trupp till U20-världsmästerskapet 2007.